# Система величин
Система величин або система фізичних величин (англ. system of quantities)  —  сукупність величин разом з сукупністю несуперечливих рівнянь, що пов’язують ці величини. Порядкові величини (наприклад, твердість) не відносять до систем величин, оскільки вони пов’язані з іншими величинами тільки через емпіричні співвідношення. 
Системи величин служать основою для:
1. Систематизації фізичних величин і фізичних закономірностей у вигляді рівнянь зв'язку між величинами.
2. Встановлення узагальнених закономірностей природи і на їх основі частинних закономірностей в різних наукових дисциплінах.
3. Усунення роз'єднаності різних розділів фізики і різних технічних дисциплін.
4. Полегшення процесу викладання фізики та технічних дисциплін і засвоєння навчального матеріалу.
5. Побудови відповідних систем одиниць вимірювання.

## Основні та похідні величини системи
Величини системи поділяються на основні та додаткові. Основні величини – це величини, жодна з яких не виражається через інші величини, тобто, є взаємно незалежними. Сукупність таких величин називається набором основних величин. Величини, які виражаються через основні, називаються похідними. Наприклад, в системі, де основними величинами є маса та довжина, густина — похідна величина, яка виражається як відношення маси до об’єму (довжина в третій степені). Кількість об’єктів за умовчанням розглядається як основна величина в будь-якій системі. 
Число основних величин системи та власне самі основні величини вибираються довільно, однак їх кількість не може бути меншою за різницю між числом величин, що входять в систему,  та числом незалежних рівнянь, що пов’язують ці величини: 
{\displaystyle m\geq n-k},  
де {\displaystyle m} - число  основних величин; 
{\displaystyle n}  - число величин, що входять в систему; 
{\displaystyle k}  - число рівнянь, що пов’язують величини системи. 
Рівняння, що пов’язують величини системи, є математичними співвідношеннями між величинами даної системи, що не залежать від одиниць вимірювання. Вони називаються рівняннями зв'язку між величинами. Якби число  величин дорівнювало числу рівнянь, що їх пов’язують, то всі вони могли б бути визначені не одні через інші, а в якихось інших термінах. Однак число рівнянь в будь-якій галузі науки завжди менше за число  величин, які в неї входять. 
Правила, за якими та чи інша величина вибирається за основну, не мають теоретичного обґрунтування. Єдиним аргументом на користь вибору тих чи інших величин за основні може бути лише ефективність та доцільність використання даної системи. За вибору основних величин до уваги беруть міркування практичної метрології: зручність вимірювання і створення еталонів, точність відтворення одиниць таких величин  тощо. Отже, фактично, часто система величин є наслідком системи одиниць, а не навпаки, як мало б бути за дотримання принципу причинності.

## Розмірність величини
В рамках системи фізичних величин зв'язок будь-якої похідної величини з основними виражається через її розмірність - відображення залежності величини від основних величин системи у вигляді виразу, що є добутком степенів співмножників, котрі відповідають основним величинам, в якому числові коефіцієнти упущені.  
Розмірність величини {\displaystyle x} позначається як {\displaystyle dim\ x}. Символами, якими зображають розмірності основних величин, є великі букви латинської абетки. Так, наприклад, в Міжнародній системі величин розмірність довжини {\displaystyle l} як основної величини  {\displaystyle dim\ l=L}. Швидкість {\displaystyle v} є похідною величиною. Вона пов’язана з основними рівняням зв’язку {\displaystyle v=dl/dt}, де {\displaystyle t} - час. Тоді {\displaystyle dim\ v=L\cdot T^{-1}}.   
Будь-яка величина {\displaystyle Z}, в розмірності якої степені всіх співмножників рівні 0, є величиною з розмірністю одиниця ({\displaystyle dim\ Z=1}) або безрозмірнісною величиною (застаріла назва).    
Однорідні фізичні величини в одній системі мають однакову розмірність, проте однакові розмірності не є свідченням однорідності величин. В різних системах величин одні і ті ж величини можуть мати різні розмірності.   
Поняття розмірності фізичних величин широко використовується у фізиці для перевірки правильності  складних розрахункових формул, з'ясування залежності між величинами (аналіз розмірностей) та в теорії фізичної подібності, де аналіз розмірностей дозволяє скоротити обсяг експериментальних робіт з визначення певних залежностей.

## Системи одиниць вимірювання
На базі систем фізичних величин створюють відповідні системи одиниць вимірювання фізичних величин. Основні одиниці, тобто одиниці вимірювання основних величин системи, можуть бути визначені різним чином і їх конкретне визначення та реалізація завжди є питанням угоди. Відтворення основних одиниць має здійснюватися централізовано, з допомогою національних еталонів. Інші одиниці — одиниці вимірювання похідних величин - визначаються через рівняння зв'язку. Похідні одиниці можуть відтворюватися як централізовано, з допомогою національних еталонів, так децентралізовано, через опосередковані вимірювання, спираючись на рівняння зв'язку. Наприклад, одиниця об'єму в системі SI  — кубічний метр — може відтворюватися як допомогою еталона, так і, що досить часто відбувається, опосередкованим методом через одиниці вимірювання маси і густини, спираючись на відому фізичну залежність між цими величинами. 
Слід зазначити, що одиниці вимірювання найважливіших похідних величин (сили, тиску, електричного опору, напруги тощо), як правило, відтворюються централізовано. 
Таким чином, створення системи одиниць вимірювання нерозривно пов'язане зі створенням системи фізичних величин і є взаємозалежним процесом.